# Knud Lyne Rahbek
Knud Lyne Rahbek, född den 18 december 1760 i Köpenhamn, död den 22 april 1830, var en dansk författare, gift med Kamma Rahbek. 

## Biografi
Rahbek blev student 1775 och tog 1777 filologisk ämbetsexamen, men riktade därefter sitt intresse huvudsakligen åt den nyare litteraturen, särskilt den tyska, och skänkte teatern synnerlig uppmärksamhet. Han skrev 1778-79 anonymt Breve fra en gammel skuespiller til hans søn (omarbetade och särskilt utgivna 1782), där han röjer särskild förkärlek för det rörande skådespelet och hävdar skådespelarens värde som dygdens tolk. 1780 uppfördes hans första  skådespel, Den unge Darby, på kungliga teatern. 
Efter ett års studier vid universitetet i Kiel (1782-83) besökte han Leipzig, Wien och Paris, fick ett litet stycke uppfört på teatern i Mannheim, knöt vänskapsförbindelser med Iffland och Schröder, ja, var ett ögonblick betänkt på att stanna i Tyskland som skådespelare och dramatisk författare. Efter hemkomsten till Köpenhamn (1784) utgav han samma år första bandet av Prosaiske forsøg, till vilket efter hand slöt sig 7 andra, innehållande berättelser och skådespel (det sista 1806). 
1785-89 utgav Rahbek tillsammans med sin vän Christen Pram, 1794-1808 ensam månadsbladet "Minerva", som hade stort inflytande på både litteratur och folkbildning i Danmark och vari han själv skrev översikten av politiska händelser i utlandet. Det fortsattes 1815-23 under andra namn. Med stöd av universitetets patronus, hertigen av Augustenborg, började han i april 1788 en serie föreläsningar i estetik, som var de första i Danmark och väckte mycket bifall. Därjämte utgav han Dramaturgiske samlinger (3 band, 1788-91).  
1790 utnämndes han till e.o. professor i estetik och medlem av psalmbokskommittén samt 1793 till sekreterare i kommissionen för universitetet och de lärda skolorna (till 1805). 1791-1808 utgav Rahbek veckobladet "Den danske tilskuer" (ny serie 1815-22), som i brokig blandning behandlade politik, litteratur, seder och varjehanda tidsfrågor i än skämtsam, än allvarlig, men alltid human form och gjorde Rahbek till den mest läste och omtyckte danske författaren på sin tid. 
I sina Poetiske forsøg (band 1, 1794; band 2, 1802) framkom Rahbek med muntra dryckesvisor och sånger av bestående värde. En klandrande artikel i "Minerva" ådrog honom 1798 en skarp tillrättavisning från högre ort, vilken hade till följd, att han samma år begärde sitt avsked som professor och i stället emottog en lärarsyssla i historia vid en skola. Han stod också trofast på sin vän P. A. Heibergs sida och dolde på intet sätt sina känslor, då denne landsförvistes (1800). 
Vid Englands anfall på Danmark 1801 ingick Rahbek som löjtnant i den nya studentbataljonen och blev 1807 kapten, över huvud taget kände han sig mycket dragen till ungdomen och spelade därför senare (från 1820) en stor roll i studentföreningen, vars förste hedersledamot han blev (1825). Dessutom hade han sedan 1784 med stor iver deltagit i det då moderna klubblivet och var umgängesvän med alla dåtidens författare och skönandar. 
En av Rahbeks käraste önskningar uppfylldes, då han 1805 erhöll anställning vid den nyinrättade dramatiska skolan, varifrån hans föreläsningar Om skuespillerkunst (1809) daterade sig. Sistnämnda år blev han medlem av teaterdirektionen på livstid, men det framgick efter hand, att hans varma intresse gjorde blott föga nytta och att hans smak var både ensidig och föråldrad, varför också hans svåger Öhlenschläger och hans fosterson J. L. Heiberg blev oförstådda av honom. 
1816 återinsattes Rahbek i sin professur och erhöll 1828 etatsråds titel. Hans litterära verksamhet pågick därunder oafbrutet. I Dansk læsebog til de lærde skolers brug (2 band, 1799-1804) lämnade han en god översikt av litteraturen, och därpå följde en förtjänstfull avhandling Om den danske stiil (1802). Tillsammans med Nyerup utgav han 1800-08 Bidrag til den danske digtekunsts historie (fortsatt 1819 och 1828) och deltog likaledes i utgivandet af "Udvalgte danske viser fra middelalderen". 
Rahbek ombesörjde även utgivningen av "Holbergs udvalgte skrifter" (21 band) samt P. A. Heibergs, Prams, Samsøes, Thaarups, Wessels med fleras arbeten, försedda med person- och litteraturhistoriska inledningar. Av stort värde är Om Holberg som lystspildigter (3 band, 1815-17) och Bidrag til den danske skuepladses historie i dens første aarhundrede (1822); hans upplaga av Holberg innehåller, i 6:e bandet, värdefulla upplysningar om dennes lustspel och deras källor. 
Därtill kom 1809-13 tre band historiska skådespel (Anna Colbjørnsen, Tordenskjold med flera) och Samlede fortællinger (4 band, 1804-14) samt ett stort antal översättningar av främmande skådespel. Under hans sista levnadsår utkom Erindringer af mit liv (5 band, 1824-29; omfattande tiden till 1801). Få författare har varit så produktiva som Rahbek, och även om många av hans arbeten nu är föråldrade, var de dock på sin tid av ofantlig betydelse.